# Warwick (Nova Iorque)
Warwick é uma vila do Estado de Nova Iorque, nos Estados Unidos. Warwick foi fundada em 1867. Localiza-se no Condado de Orange, e na Municipalidade de Warwick. Sua área é de 2.42 mi² (6.27 km²), sua população foi de 6 652 habitantes no censo de 2020, e sua densidade demográfica foi de 1 061/km².
A região recebe em média meio Milhão de turistas anualmente após a chegada da Sede Mundial das Testemunhas de Jeová, um complexo de museus e estações de televisão operam às margens do lago desde 2016 fazendo da região um ponto de interesse que movimenta a economia hoteleira local.